# WiDi

Logo WiDi

WiDi (ang. Wireless Display) – wprowadzone przez firmę Intel rozwiązanie Intel Wireless Display bazujące na standardzie bezprzewodowej sieci Wi-Fi. Umożliwia ono zgodnym urządzeniom komputerowym na bezprzewodowe przekazywanie do również zgodnych z WiDi urządzeń (np. telewizorów) obrazów w wysokiej rozdzielczości 1080p (Full HD) wraz z dźwiękiem przestrzennym 5.1. Począwszy od wersji 3.5 standard wspiera Miracast i dodano jego obsługę w systemach Microsoft Windows 8.1 i Windows 10. Miracast zawarty jest także w systemach Android począwszy od wersji 4.2.

## Historia wersji
- 2010 – WiDi 1.0: wsparcie dla rozdzielczości 720p
- 2011 – WiDi 2.0: dodanie wsparcia dla rozdzielczości 1080p
- 2012 – WiDi 3.0: dodanie wsparcia dla rozdzielczości 1080p @ 60 Hz[3]
- 09.2012 – WiDi 3.5: dodanie wsparcia dla Windows 8, ekranów dotykowych, obrazu 3D, HDCP2, Blu-ray, urządzeń USB i Miracast.[4]
- 2013 – WiDi 4.0
- 2014 – WiDi 4.1[5]
- 2014 – WiDi 4.2: dodanie wsparcia dla Wi-Fi 5 GHz dla kompatybilnych odbiorników[5]
- 2015 – WiDi 5.1: dodanie wsparcia dla rozdzielczości 4K (Ultra HD).[6]
- 2015 – WiDi 6.0
- 10.2015 – zakończenie rozwoju WiDi przez Intela; Miracast pozostaje w systemie Windows główną funkcją bezprzewodowego wyświetlania obrazu[7]